# Afropalestinier
Afropalestinier är en beteckning som har använts om personer i Palestina med påbrå från Afrika söder om Sahara. Det är en av de afroarabiska grupperna i Mellanöstern. I oktober 2023 uppskattades ungefär en procent av befolkningen i Gazaremsan vara av afrikanskt ursprung, med runt 11 000 afropalestinier bosatta i Al Jalla-kvarteret i Gaza. 
I Jerusalem uppskattades år 2022 runt 200–450 vara bosatta i ett historiskt afrikanskt område runt Bab al-Majlis, i det muslimska kvarteret, liksom i andra områden i Jerusalem som Beit Hanina och A-Tur.
Det finns också beduinska grupper på Västbanken, bland annat i Jeriko, med afrikanskt ursprung.

Historiskt sett har människor från Afrika transporterats till slaveri i Palestina genom transsahariska slavhandeln via Egypten, samt av hajj-pilgrimer på hemväg från Mecka med slavar från slavhandeln på Röda havet. Slavhandeln till Palestina fortsatte officiellt fram till att det sista slavskeppet anlände till Haifa år 1876, men fortsatte i praktiken troligen längre än så. Slaveriet i Palestina minskade officiellt när slavarna efter detta började kallas tjänare istället för slavar, men rapporteras i praktiken ännu kvarstå under 1930-talet.
Många afropalestinier härstammar från före detta slavar. Att spåra sitt ursprung till slavar är dock en känslig fråga i Palestina, och vanligen anges istället ett ursprung till muslimska afrikaner som valde att stanna kvar efter att ha gjort sin hajj. 
Afropalestinier utsätts för rasism och diskriminering. Slaveri i Palestina varade ännu under 1930-talet, och termen "Abeed" (slav) användes ännu under 2000-talet som en nedsättande rasistisk benämning för att beskriva palestinier av afrikanskt ursprung. Afro-palestinier diskrimineras kring vem de kan gifta sig med och på arbetsmarknaden, och bostadskvarter med huvudsakligen afro-palestinsk befolkning beskrivs med termen "Abeed": ett exempel är distriktet Al-Jalla i staden Gaza, som kallas Harat Al-Abeed; vilket betyder "slavkvarteret", liksom ett kvarter i Jeriko, som kallas "Duyuks slavar".